# Zenon Feliński

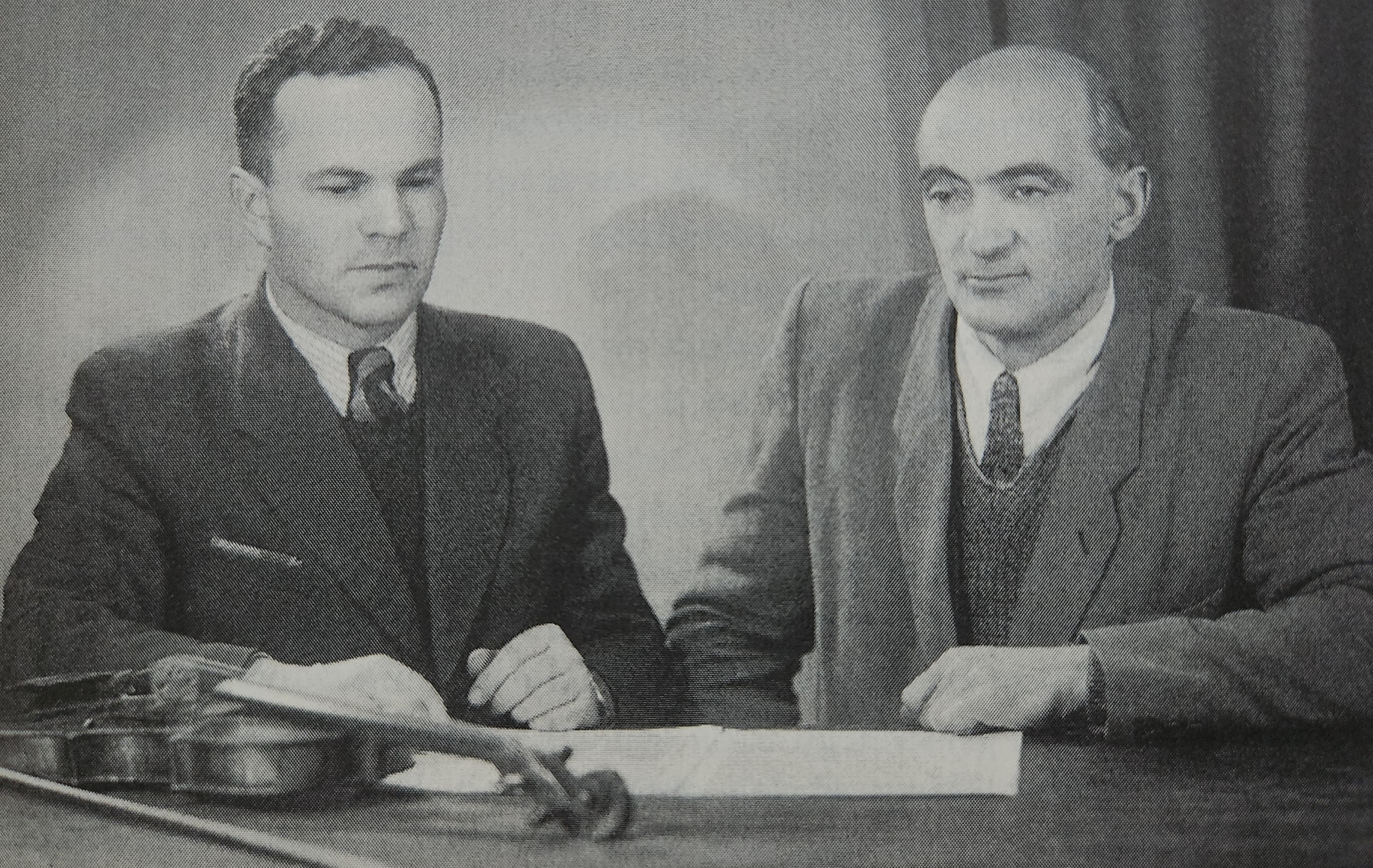
Zenon Feliński (derecha) y Emil Gorski (izquierda) durante la redacción de "La escuela de interpretación del violín".

Zenon Feliński (Tarnów, 29 de noviembre de 1898-Cracovia, 23 de junio de 1971) fue un eximio violinista y pedagogo polaco.
Feliński fue alumno de Otakar Ševčik, Carl Flesch y R. Pollacka. En los años 1920 - 1939 dio numerosos conciertos en Europa y enseñó Violín en Suiza, Austria, y Alemania. Desde 1945 fue profesor en diversas escuelas de música como en Katowice, Sopot, en la Academia de música de Cracovia y desde 1956 en Varsovia. Editó numerosas obras para Violín cuales hasta hoy son impresas por PWM (Editora de música de Polonia). 
Escribió varios libros de pedagogía del violín como: "Notas sobre la interpretación de violín de obras de J.S. Bach" ((Polaco|polaco): "Uwagi o interpretacji utworów skrzypcowych J.S. Bacha") en 1953, Notas sobre la interpretación de violín de obras de W.A.Mozart" ((Polaco) :"Uwagi o interpretacji utworów skrzypcowych W.A. Mozarta") en 1956, "reglas del Violín " ((Polaco): "Zasady gry skrzypcowej") (1957, en cooperación con H. Gaertnerem), y "Problemas contemporáneos de la enseñanza del violín"  ((Polaco) :"Współczesne problemy dydaktyki skrzypcowej") en 1968.

## Destacados Alumnos
Algunos de los más destacados alumnos fueron:
- Henryk Palulis
- Karol Teutsch
- Antoni Cofalik
- Henryk Jarzynski
- Mieczysław Małecki

- Datos: Q22572342